# デラックスボンボン
『デラックスボンボン』 (DX BOMBOM) は、講談社発行の月刊漫画雑誌。1990年から1995年に発行。同社の発行する『コミックボンボン』の系列雑誌であり、『ボンボン』よりギャグ系を重視した内容になっている。愛称はデラボン。
「仮面ライダーSD」（石ノ森章太郎）などの外伝的作品を連載。『コミックボンボン』連載作品の番外編も掲載されていた。
また、ギャグの中で4コマ漫画にも力を入れており、1994年には「ストリートファイターII（ストII）」をはじめとしたキャラクターものの作品を「4コマ大行進」という名前を振った上で複合形式の連載をしたこともあった。同時期以降には、ボンボンKCデラックスでストIIをはじめとした一連の「4コマ大行進」シリーズが発売された。
1995年4月号をもって休刊。連載していた作品は、ほぼ全て最終回にし、「新SD戦国伝 超機動大将軍」「へろへろくん」のみ第1部完として『コミックボンボン』に第2部として移行。

## 連載作品
（順不同）
- 仮面ライダーSD マイティライダーズ （あおきけい）
- SD武者ガンダム風雲録 （やまと虹一）連載：創刊号（1990年6月） -
- SD戦国伝 国盗り物語（本山一城） 連載：創刊号（1990年6月） -
- 新武者ガンダム 七人の超将軍 （神田正宏）
- 新武者ガンダム 超機動大将軍 （神田正宏）
- 元祖! SDガンダム （横井孝二）連載：創刊号（1990年6月） -
- 爆笑戦士! SDガンダム （佐藤元）連載：創刊号（1990年6月） -
- SDガンダム カードダス探偵団 （細井雄二）連載：創刊号（1990年6月） -
- 騎士ガンダム物語 （ほしの竜一、本山一城）連載：創刊号（1990年6月） -　※本山版のみ単行本未収録
- SDコマンド戦記II ガンダムフォース （神田正宏）
- 新ガンダムフォース グレートパンクラチオン （神田正宏）
- SDガンダム時空伝 ガンボイジャー （村上としや）
- ガンドランダー （友杉達也）連載：創刊号（1990年6月） -
- 機動武闘伝Gガンダム外伝 飛龍伝説（村上としや）
- アニマルマニア（村山なおき）連載：創刊号（1990年6月） -
- NG騎士ラムネ&40（よしむらひでお）連載：創刊号（1990年6月） -
- 平成天才バカボン（赤塚不二夫）連載：創刊号（1990年6月） - 1992年12月号
- そんごくん（赤塚不二夫）連載：1992年5月号 - 1992年6月号
- 猫の大家(オーニャ)さん（赤塚不二夫）連載：1993年3月号 - 1994年3月号
- 母ちゃんNo.1 （赤塚不二夫）連載：1994年4月号 - 1995年3月号：1976年～77年まで週刊少年サンデーに連載されていた同名作品のリメイク。eBookJapanから発売されている電子書籍版では「新母ちゃんNo.1」の題がついている。
- 温泉ガッパドンバ カパランテ伝説（御童カズヒコ）連載：1990年7月号 - 1992年7月号
- イレギュラーハンターロックマンX（池原しげと）
- ニューハーフマン（唐鎌みつひろ）
- トータルファイターK（読み： - カオ） （ゆでたまご）
- コマンドー明゛（島本和彦）
- サムライスピリッツ（島本和彦）
- ゲンジ通信あげだま（島本和彦）
- マメコップ（一丸正信）
- バトルメンカー竜（帯ひろ志）
- ハーイペンギン探偵事務所ですう（水越かりん）
- カラオケ戦士マイク次郎（原案：秋元康・漫画：今井ひづる）連載：1993年12月号 - 1995年2月号
- がぎぐげゴジラくん（御童カズヒコ）連載：? - 1994年12月号：ゴジラの愛称を持つプロ野球選手、松井秀喜をモデルとしたマツイを主人公とした、ショートコミック形式のギャグ漫画。プロ野球選手の似顔絵募集コーナーもあったが、最終回でこれまで紹介できなかった作品を欄外で紹介した際は他誌のプロ野球ギャグ漫画のキャラクターに酷似したものが複数掲載されていた。
- おたすけ!ヒロ（柴山みのる）
- 絶対合格アカモンくん（岩村俊哉）
- JJオクトパス（読み：ジュージュー - ）[2]（あおきけい）
- スーパーマリオシリーズ（本山一城）
- 大貝獣物語（原案：原裕朗・漫画：御童カズヒコ）連載：1994年 - ?：御童は同時期に「ストII4コマ大行進!」「がぎぐげゴジラくん」とギャグ漫画を連載していたが、本作品はストーリー漫画だった。
- 4コマ大行進：4コマ漫画の連載枠。「がぎぐげゴジラくん」も4コマ中心のショートコミックを数本を掲載した作品だが、この枠には含まれなかった。
  - ストII4コマ大行進：1994年6月に、下記の三作品をはじめ、かみやたかひろ・岩村俊哉（岩村としや名義）・有賀ヒトシの三者の作品も含めた単行本「ストII4コマ大行進!」が発売された。
    - ストII4コマシアター（水戸いずみ）
    - ストII4コマ劇場（御童カズヒコ）
    - （タイトル不詳）（佐藤元）

  - 餓狼伝説スペシャル原作の4コマ（タイトル不詳）（狩那匠）：のちに、「餓狼伝説SPECIAL4コマ大行進」として、佐藤元・唐鎌みつひろの作品とともに収録された単行本がボンボンKCデラックスから発売された。
  - ミュータントタートルズ4コマステージ（緒方信）
- へろへろくん （かみやたかひろ）
- カッピー（みながわまさゆき）：元々コミックボンボン1994年夏休み増刊号で掲載されていた。河童のカッピーが、とある小学生ケン太君の家に居候する日々を描いた4コマギャグ。作者も売れないビンボー漫画家MMとして登場していた。

※他多数